# Mhalapitsa
Mhalapitsa est une ville du Botswana.